# Anton Barthlmé
Anton Barthlmé (* 12. Mai 1867 in Teplá, Böhmen; † 4. Februar 1943 in Wien) war ein österreichisch-böhmischer Cellist, Dirigent, Komponist und Musikpädagoge.

## Leben
Barthlmé absolvierte das von Prämonstratensern des Stiftes Tepl geleitete Gymnasium in Pilsen und studierte von 1882 bis 1888 am Wiener Konservatorium der Gesellschaft der Musikfreunde Violoncello, Klavier und Violine bei Ferdinand Hellmesberger. Nach einem Engagement am Orchester der Wiener Hofoper wirkte Barthlmé drei Jahre lang als Kapellmeister im k.u.k. Infanterieregiment „Schreiber“ Nr. 26 in Ungarn. Von 1879 bis 1900 war er Musiklehrer, Cellist im Duesberg-Quartett, Solocellist der Gesellschaft der Musikfreunde, am Theater an der Wien sowie bei den Symphoniekonzerten der Wiener Symphoniker, wo er von 1901 bis 1904 zweiter Kapellmeister wurde und dirigierte.
Bereits 1911 zum Chordirektor der Pfarrkirche St. Florian in Matzleinsdorf ernannt, erfolgte 1912 bzw. 1914 die Ernennung zum Professor an der Akademie für Musik und darstellende Kunst für Violoncello. Die Professur hatte er bis 1934 inne. Im Quartett Kollmann-Barthlmé trat er als Cellist auf. Er komponierte zahlreiche Lieder, die äußerst populär wurden.
Der Teilnachlass von Anton Barthlmé wird von der Musiksammlung der Österreichischen Nationalbibliothek verwaltet.

## Werke
- Volkslieder und Egerländer Walzer (u. a. Egerländer Walzer, Aus der Heimat, Egerer Bürger)
- Märsche (u. a. Egerländer Marsch, Starhemberg-Marsch)
- Elegie nach fränkischen Motiven für Violoncello und Klavier

## Veröffentlichungen
- Vom alten Hellmesberger. Komische Aussprüche und Anekdoten. Konegen, Wien 1908.

## Ehrungen
- Regierungsrat[7]